# Jules Brunfaut

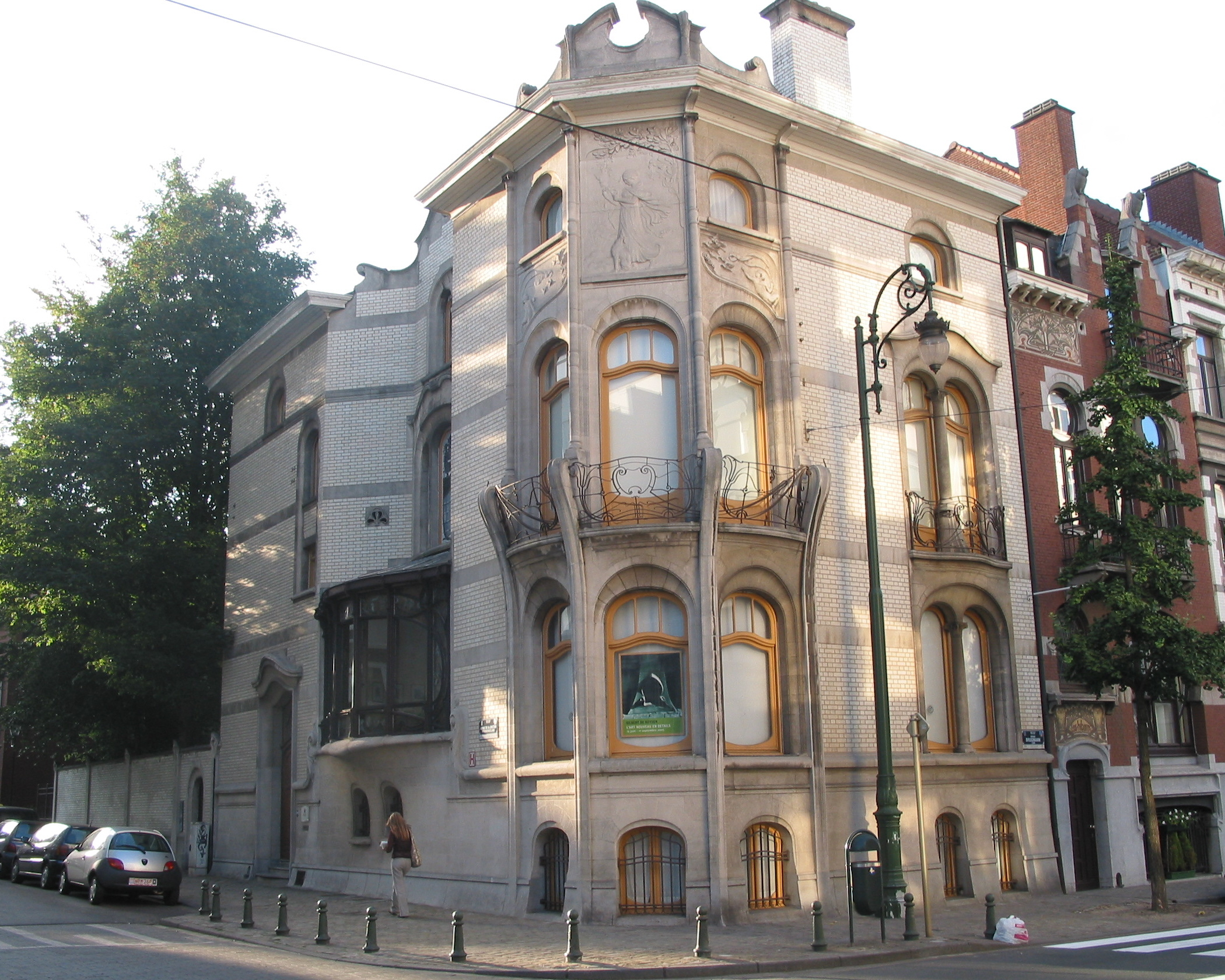
L'Albergo Hannon a Saint-Gilles

Jules Brunfaut (Bruxelles, 1852 – 1942) è stato un architetto e ingegnere belga del periodo liberty.